# Nogometni leksikon
Nogometni leksikon u izdanju Leksikografskog zavoda Miroslav Krleža iz 2004. godine priručnik je posvećen nogometu, najrasprostranjenijem i najpopularnijem športu današnjice.
Leksikon obrađuje cjelokupnu povijest nogometa od njegovih početaka u 19. stoljeću u Engleskoj pa sve do početka 21. stoljeća, a također obrađuje i razvoj hrvatskog nogometa. U nogometnom su leksikonu obrađeni svi najznačajniji hrvatski i inozemni nogometni klubovi, igrači, treneri, dužnosnici, suci i liječnici. Leksikon također obrađuje i sve nacionalne nogometne saveze, domaće i inozemne gradove važne u povijesti nogometa, hrvatske podsaveze, stadione, hrvatske nogometne novinare i tiskovine, opće pojmove koji zadiru u raznovrsne aspekte nogometne igre (pravila, oprema, taktika, tehnika, organizacije, obrazovne ustanove, medicinska tematika) pa sve do nogometa kao umjetničke inspiracije ili objekta oblikovanja.
Na kraju Leksikona je donesen detaljan pregled rezultata postignutih u najvažnijim reprezentativnim i klupskim natjecanjima.
Nogometni leksikon dostupan je u mrežnom obliku na portalu znanja enciklopedija.lzmk.hr.

## O izdanju:
- Godina izdanja: 2004.

- Urednici: Fredi Kramer i Mladen Klemenčić

- Broj članaka: 2721

- Broj stranica: 720

- Broj ilustracija: 1527

## Vanjske poveznice
- Leksikografski zavod Miroslav Krleža  Arhivirana inačica izvorne stranice od 29. svibnja 2010. (Wayback Machine)
- Nogometni leksikon online
- Portal znanja Leksikografskog zavoda